# Thoopterus nigrescens
Genre
Espèce
Statut de conservation UICN

 LC  : Préoccupation mineure
Thoopterus nigrescens est une chauve-souris de la famille des Pteropodidae qui se rencontre en Indonésie et dont la présence est probable dans les Philippines.
Cette espèce est l'unique représentant du genre Thoopterus.